# Ekaterina Aleksandrovna Vasilieva
Ekaterina Aleksandrovna Vasilieva (em russo, Екатерина Александровна Васильева: Moscou, 30 de maio de 1976) é uma jogadora de polo aquático russa, medalhista olímpica.

## Carreira
Ekaterina Aleksandrovna Vasilieva fez parte do elenco medalha de bronze em Sydney 2000